# Jessie J

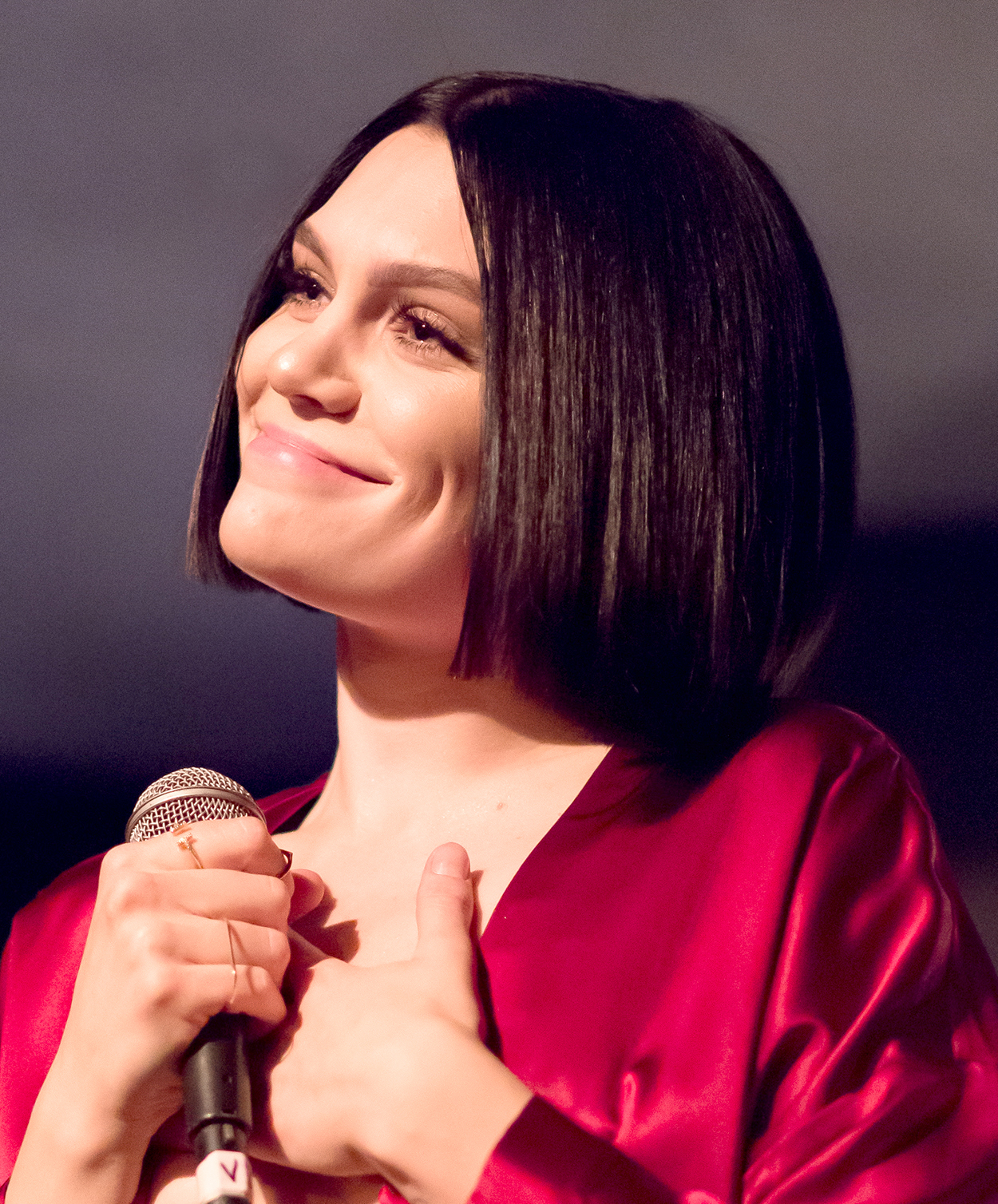
Jessie J (2017)

Jessie J (* 27. März 1988 in Redbridge, London; eigentlich Jessica Ellen Cornish) ist eine britische Popsängerin, die unter anderem mit Liedern wie Price Tag (2011), Domino (2011) und Bang Bang (2014) weltweit bekannt wurde.

## Karriere

### Karrierebeginn
Bereits mit elf Jahren wirkte Jessie J im Musical Whistle Down the Wind im Londoner West End mit. Darüber hinaus begann sie bereits früh, Gedichte zu schreiben. Sie machte eine künstlerische Ausbildung an der BRIT School und unterschrieb danach bei Gut Records einen Vertrag. Das Label löste sich jedoch wegen Insolvenz auf, bevor sie etwas veröffentlichen konnte.
Mit 18 Jahren warf sie ein leichter Schlaganfall gesundheitlich zurück, danach wurde sie jedoch als Songwriterin von Sony unter Vertrag genommen und schrieb unter anderem für Alicia Keys, Chris Brown, Lisa Lois und Miley Cyrus (Party in the USA). Im Jahr 2008 tourte Jessie J mit Cyndi Lauper durch Großbritannien. Dazu arbeitete sie mit Dr. Luke, B.o.B und Labrinth an ihrem eigenen Debütalbum. Das Lied Do It Like a Dude wurde Ende 2010 ihre erste Single und erreichte Platz zwei der UK-Charts.
Sie ist Gewinnerin der Umfrage BBC Sound of 2011. Zudem gewann sie den Kritikerpreis bei den BRIT Awards 2011. Bereits im Februar 2011 erschien ihre zusammen mit B.o.B aufgenommene zweite Single Price Tag, die auf Anhieb auf Platz eins einstieg. In Deutschland schaffte es der Song auf Platz drei.

### 2010–2012:Who You Are

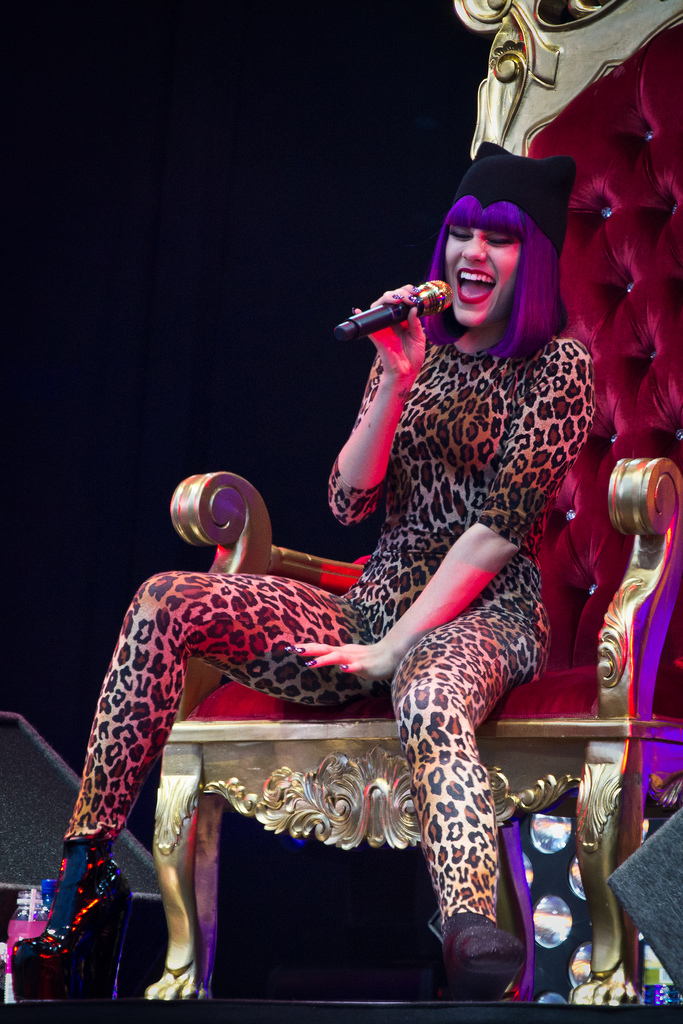
Jessie J während eines Auftrittes (2011)

Ende 2010 veröffentlichte Jessie J ihre Debütsingle Do It Like a Dude. Ursprünglich schrieb Jessie das Lied für Rihanna, deswegen ließ sich Jessie auch von Rihannas weltweiten Nummer-eins-Hit Rude Boy inspirieren und beide Lieder weisen einige Ähnlichkeiten auf. Jessie J hatte auch den Wunsch, dieses Lied einmal mit Rihanna zusammen zu singen. Kritiker lobten das Lied. In den britischen Charts erreichte das Lied Platz zwei. Ihre zweite Single Price Tag wurde im Januar 2011 veröffentlicht, es war eine Zusammenarbeit mit dem US-Rapper B.o.B. Das Lied stieg direkt auf Platz 1 der britischen Charts ein und wurde dort Jessies erster Nummer-eins-Hit. Am 1. Februar 2011 wurde Price Tag in den Vereinigten Staaten veröffentlicht und erreichte dort auf Anhieb Platz 23, der bisher größte Erfolg ihrer noch jungen Karriere. Price Tag wurde auch in vielen weiteren englischsprachigen Ländern ein Nummer-eins-Hit. Bis zum Oktober 2011 wurde das Musikvideo zu Price Tag im Internet über 148 Millionen Mal angesehen, damit ist es eines der meistgesehenen Musikvideos aller Zeiten. Am 12. März 2011 gab Jessie J ihren ersten Auftritt im amerikanischen Fernsehen bei NBCs Saturday Night Live.
Ihr Debütalbum Who You Are wurde am 28. Februar 2011 in Großbritannien, am 12. April in den USA und am 20. Mai in Deutschland veröffentlicht. In Großbritannien wurde Who You Are mit Platin ausgezeichnet. Jessie J begann mit den Arbeiten an ihrem Debütalbum 2006 und beendete sie am 19. Januar 2011. Das Album wurde ein weltweiter Erfolg und erreichte in vielen Ländern Top-Ten-Platzierungen und in den Vereinigten Staaten Platz elf. Durch den Erfolg von Who You Are in den USA, übernahm Katy Perry Jessie J als Vorgruppe für ihre California Dreams Tour in den USA. Im Sommer 2011 veröffentlichte Jessie J Nobody’s Perfect als dritte Single, dieses Lied wurde erneut ein Top-Ten-Erfolg in den britischen Charts. Bei den MTV Video Music Awards 2011 sang Jessie J viele Lieder aus ihrem Debütalbum und Coverversionen.
2011 nahm Jessie J zusammen mit David Guetta den Song Repeat auf. Damit der Song noch auf Guettas angekündigten Album Nothing but the Beat erscheinen konnte, wurde die Veröffentlichung des bereits fertiggestellten Albums verschoben.

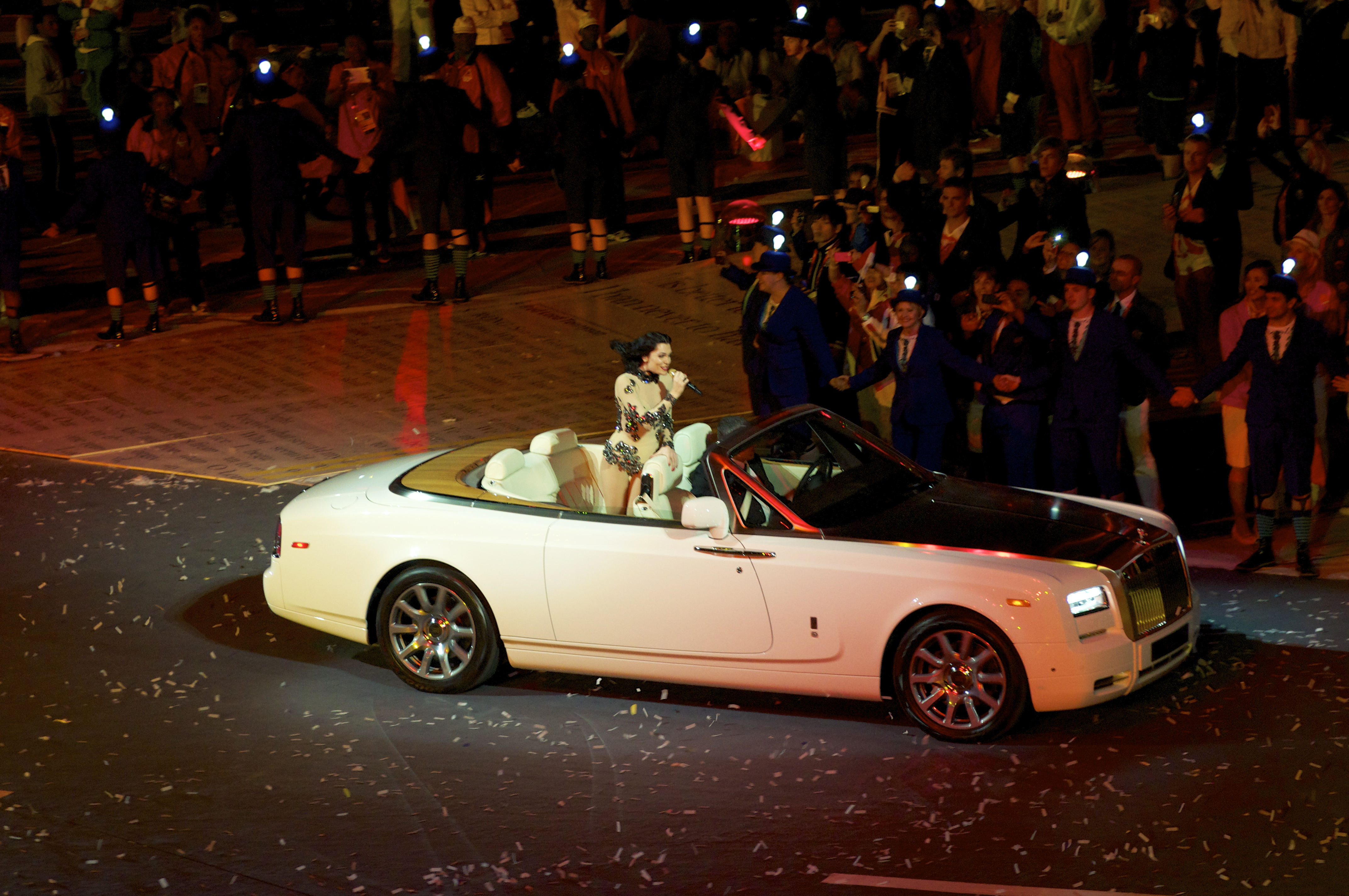
Jessie J bei den Olympischen Spielen 2012 in London

Am 4. Oktober 2011 bestätigte Jessie J, dass sie Jurymitglied und Coach in der britischen Gesangs-Castingshow The Voice UK, die auf BBC One ausgestrahlt wird, sein wird. Sie wirkte dort für zwei Staffeln mit. Bei der dritten Staffel von The Voice UK stand sie nicht mehr zur Verfügung.
Für James Morrisons drittes Album The Awakening nahmen beide das Lied Up auf. Es wurde am 4. Dezember 2011 veröffentlicht und konnte Platz 19 in Deutschland erreichen. Am 9. November 2011 veröffentlichte sie eine neue Version von Who You Are mit zwei neuen Liedern, darunter ihr Lied Domino, das in den USA noch erfolgreicher als Price Tag werden konnte und dort Platz sechs in den Charts erreichte. Die Single Laserlight, welche sie mit David Guetta aufnahm, konnte sich in Großbritannien auch in den Top 5 der Charts platzieren.
In ihren Liedern verarbeitet sie Themen wie Mobbing, selbstbewusstes Handeln und ihre eigene Vergangenheit (z. B. Who’s Laughing Now, Who You Are).
Am 12. August 2012 trat Jessie J bei der Schlussfeier der Olympischen Sommerspiele 2012 im Londoner Olympiastadion auf und sang unter anderem den Titel We Will Rock You von Queen gemeinsam mit den Bandmitgliedern Brian May und Roger Taylor.
Am 16. November 2012 erschien der Song Silver Lining (Crazy ’bout You), welcher auf dem Soundtrack zu dem Film Silver Linings zu hören ist. Im Dezember desselben Jahres arbeitete Jessie J mit dem Sänger Daley zusammen an einem Song, welcher den Titel Remember Me trägt.

### 2013–2016:AliveundSweet Talker

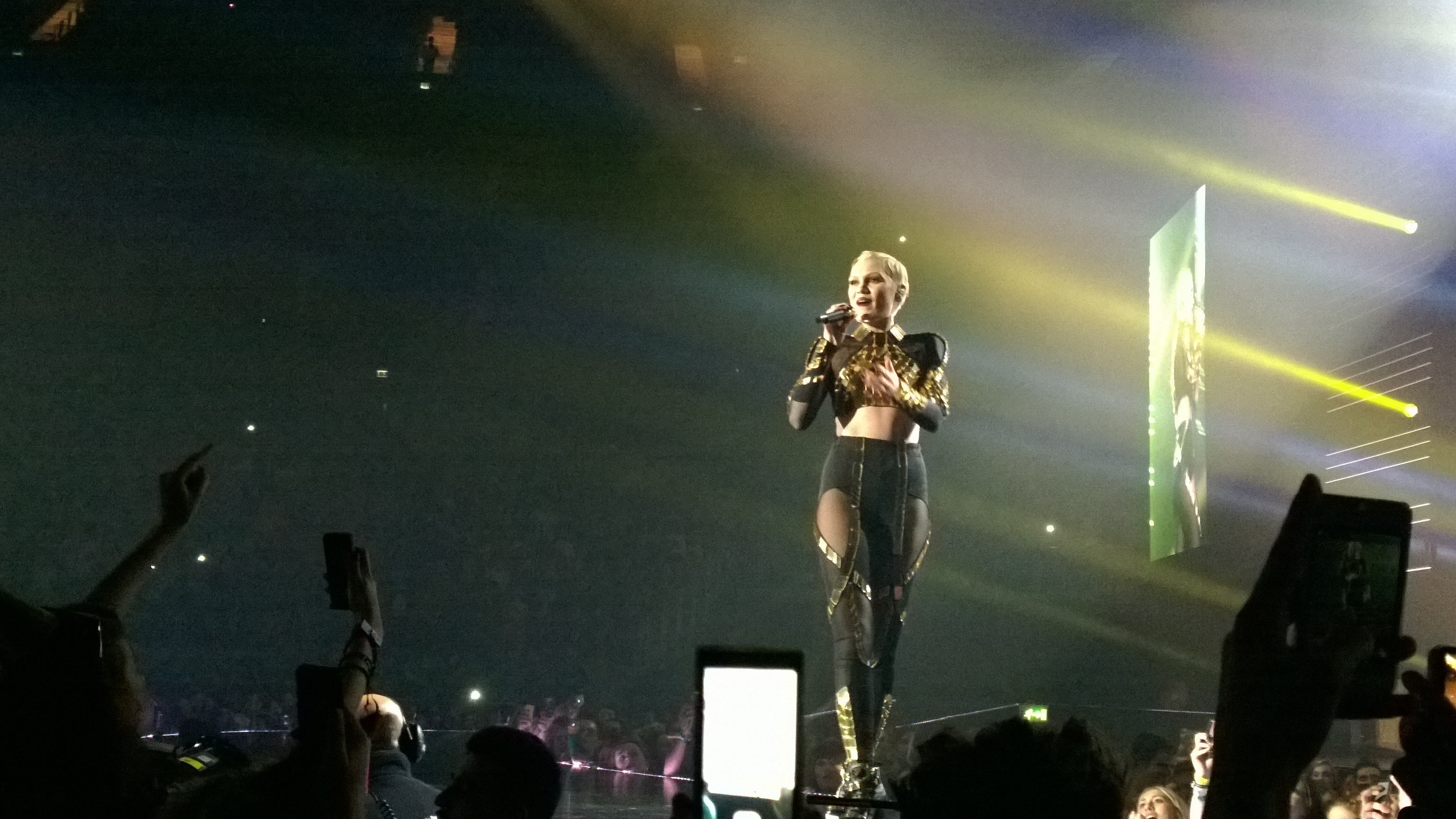
Jessie J auf ihrer Alive Tour (2013)

Im September 2013 erschien ihr zweites Album namens Alive. Die erste Singleauskopplung Wild wurde am 26. Mai 2013 veröffentlicht und konnte Platz 5 der englischen Charts erreichen. Die zweite Single ist It’s My Party. Als dritte Single erschien im Dezember 2013 Thunder. Sie startete im Oktober 2013 die Alive Tour. Sie nahm den Song Calling All Hearts zusammen mit DJ Cassidy und Robin Thicke auf.
Am 13. Oktober 2014 veröffentlichte Jessie J ihr drittes Studioalbum Sweet Talker, welches Platz 5 der britischen Albumcharts erreichte. Die erste Single Bang Bang, eine Kollaboration mit Ariana Grande und Nicki Minaj, wurde vorab am 29. Juli 2014 veröffentlicht und erreichte unter anderem Platz 1 der britischen Singlecharts, sowie Platz 3 in den US-amerikanischen Billboard Hot 100. Bang Bang verkaufte sich in den Vereinigten Staaten bisher über eine Million Mal, so dass der Song mit einer Platin-Schallplatte ausgezeichnet wurde. Am 23. September 2014 erschien die zweite Single Burnin’ Up, bei der 2 Chainz einen Part übernahm. Die dritte Single ist Masterpiece, welche in Deutschland Platz 10 erreichte.
In der vierten und fünften Staffel von The Voice in Australien war sie als Coach verpflichtet.
2015 veröffentlichte sie den Song Flashlight für den Soundtrack des Filmes Pitch Perfect 2. Außerdem wird sie auf dem Disney-Tributealbum mit dabei sein, für den sie den Titel Part of Your World aufnahm. Später brachte sie eine Coverversion des Weihnachtssong The Man with the Bag heraus.
Anlässlich Prince’ Tod am 21. April 2016 fand am 13. Oktober 2016 in Saint Paul (US-Bundesstaat Minnesota) im Xcel Energy Center ein Tribute-Abend zu Ehren des Musikers statt, an dem unter anderem auch Jessie J auftrat.

### 2017–2019:R.O.S.EundThis Christmas Day

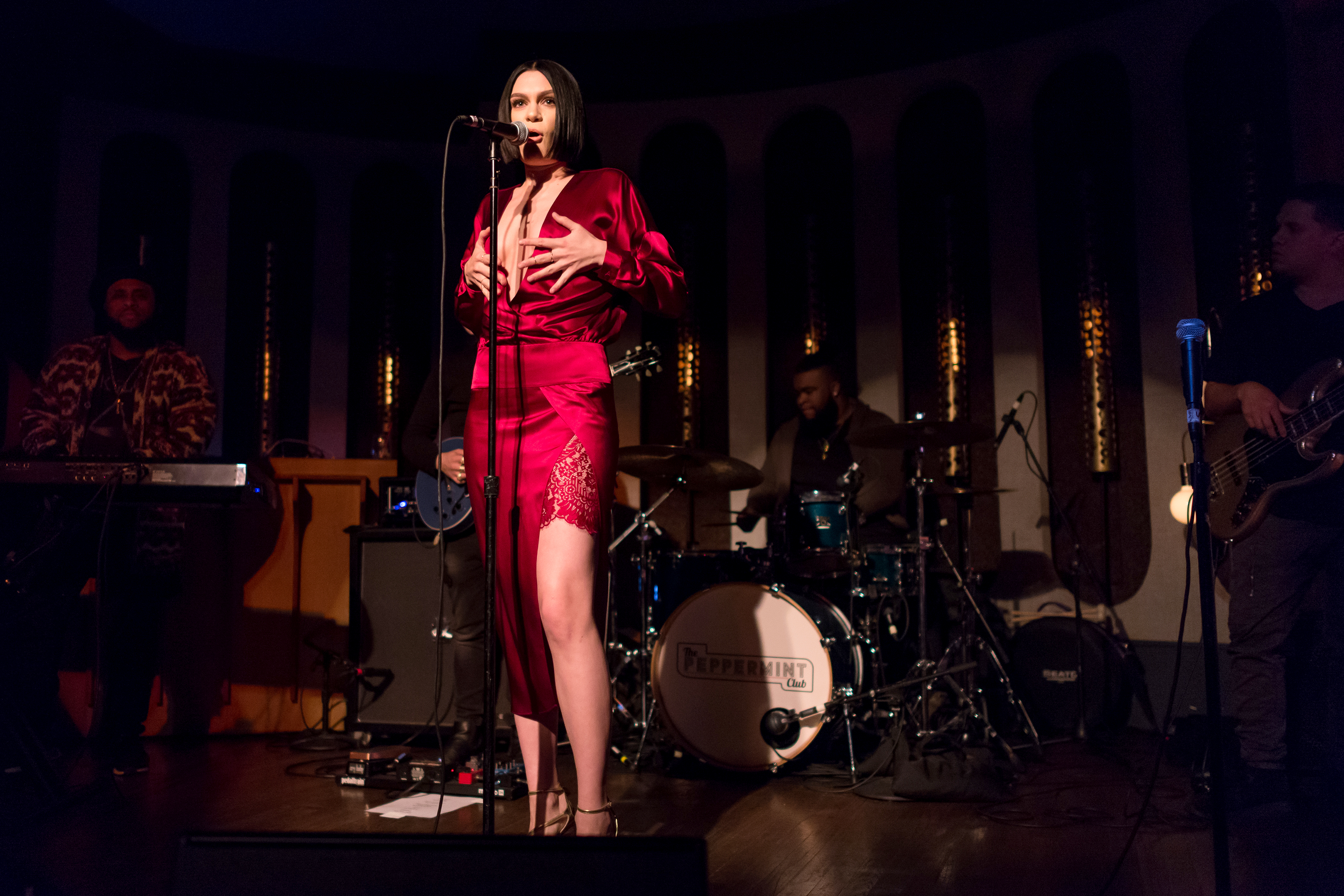
Jessie J tritt im Peppermint Club auf (2017)

Am 11. August 2017 veröffentlichte sie die Single Real Deal. Die erste Single aus ihrem vierten Studioalbum R.O.S.E. trägt den Titel Think About That und erschien am 15. September 2017. Zu dem Titel des Albums sagte Jessie J, dass Rose der Name ihrer Mutter ist und man Rosen anderen schenkt, somit dieses Album ein Geschenk für ihre Fans ist. Des Weiteren sagte sie, dass sie auf dem Album wieder persönlicher werden möchte und musikalisch an ihrem Debütalbum Who You Are anknüpfen möchte. Als zweite Single wurde am 6. Oktober der Song Not My Ex veröffentlicht. Der Song Queen wurde am 17. November 2017 als dritte Single veröffentlicht.
Bei der chinesischen Show Singer gewann sie als erster internationaler Interpret im April mit fast der Hälfte der Publikumsstimmen.
Am 18. Mai 2018 veröffentlichte Jessie ihr Video zu Queen. Vom 22. Mai bis zum 25. Mai 2018 veröffentlichte sie ihr viertes Studioalbum R.O.S.E. unterteilt in vier  EPs: Realisations, Obsessions, Sex und Empowerment, von denen in dieser Reihenfolge je eine EP an einem Tag erschien.
Am 26. Oktober 2018 veröffentlichte sie ihr erstes Weihnachtsalbum This Christmas Day, worauf zehn Cover verschiedener Weihnachtsklassiker und ein eigener Song (This Christmas Day) zu hören sind. Für das Album arbeitete sie u. a. mit Boyz II Men und Babyface zusammen.
Im Dezember 2018 wurde bekanntgegeben, Jessie J werde bei der dritten Staffel der Castingshow The Voice Kids UK als Coach verpflichtet sein. Dies wurde im Sommer 2019 ausgestrahlt.

## Leben
Ab Oktober 2018 war die Sängerin mit dem Schauspieler Channing Tatum liiert und wohnte mit ihm in England. Das Paar trennte sich im Frühling 2020.
Im Januar 2023 gab die Sängerin ihre Schwangerschaft via Instagram bekannt. Vater des Babys ist der dänisch-israelische Basketballer Chanan Safir Colman. Das Baby, ein Junge, kam im Mai 2023 auf die Welt.
Im Juni 2025 gab sie bekannt, dass bei ihr Brustkrebs im Frühstadium diagnostiziert worden war. Sie erklärte, dass sie sich nach einer geplanten Aufführung einer Operation unterziehen und eine kurze Pause machen würde, um sich auf die Genesung zu konzentrieren.

## Diskografie
Studioalben

| Jahr | Titel Musiklabel                | Höchstplatzierung, Gesamtwochen, AuszeichnungChartplatzierungen (Jahr, Titel, Musiklabel, Platzierungen, Wochen, Auszeichnungen, Anmerkungen) | Höchstplatzierung, Gesamtwochen, AuszeichnungChartplatzierungen (Jahr, Titel, Musiklabel, Platzierungen, Wochen, Auszeichnungen, Anmerkungen) | Höchstplatzierung, Gesamtwochen, AuszeichnungChartplatzierungen (Jahr, Titel, Musiklabel, Platzierungen, Wochen, Auszeichnungen, Anmerkungen) | Höchstplatzierung, Gesamtwochen, AuszeichnungChartplatzierungen (Jahr, Titel, Musiklabel, Platzierungen, Wochen, Auszeichnungen, Anmerkungen) | Höchstplatzierung, Gesamtwochen, AuszeichnungChartplatzierungen (Jahr, Titel, Musiklabel, Platzierungen, Wochen, Auszeichnungen, Anmerkungen) | Anmerkungen                                                  |
| Jahr | Titel Musiklabel                | DE | AT | CH | UK | US | Anmerkungen                                                  |
| ---- | ------------------------------- | --- | --- | --- | --- | --- | ------------------------------------------------------------ |
| 2011 | Who You Are Lava Records (UMG)  | DE18 Gold · (14 Wo.)DE | AT22 (5 Wo.)AT | CH30 (32 Wo.)CH | UK2 ×4Vierfachplatin · (103 Wo.)UK | US11 Platin · (18 Wo.)US | Erstveröffentlichung: 25. Februar 2011 Verkäufe: + 2.660.000 |
| 2013 | Alive Lava Records (UMG)        | DE35 (2 Wo.)DE | AT36 (1 Wo.)AT | CH15 (3 Wo.)CH | UK3 Gold · (18 Wo.)UK | — | Erstveröffentlichung: 20. September 2013 Verkäufe: + 100.000 |
| 2014 | Sweet Talker Lava Records (UMG) | DE25 (3 Wo.)DE | AT25 (1 Wo.)AT | CH12 (6 Wo.)CH | UK5 Gold · (16 Wo.)UK | US10 (31 Wo.)US | Erstveröffentlichung: 10. Oktober 2014 Verkäufe: + 140.000   |
| 2018 | R.O.S.E. Lava Records (UMG)     | — | — | — | — | — | Erstveröffentlichung: 22. Mai – 25. Mai 2018                 |

## Auszeichnungen
| Jahr | Name                                    | Award                                    | Resultat  |
| ---- | --------------------------------------- | ---------------------------------------- | --------- |
| 2010 | BBC Sound of 2011                       | Sound of 2011                            | Gewonnen  |
| 2011 | MTV Brand New 2011                      | Next Big Thing                           | Nominiert |
| 2011 | 2011 BRIT Awards                        | Critics’ Choice                          | Gewonnen  |
| 2011 | 2011 Urban Music Awards                 | Artist of the Year                       | Nominiert |
| 2011 | 2011 Urban Music Awards                 | Best Album for Who You Are               | Nominiert |
| 2011 | 2011 Urban Music Awards                 | Best Female Artist                       | Gewonnen  |
| 2011 | 2011 Urban Music Awards                 | Best Single for Nobody’s Perfect         | Nominiert |
| 2011 | 2011 Popjustice Twenty Quid Music Prize | British Pop Single for Do It Like A Dude | Gewonnen  |
| 2011 | 2011 Glamour Awards                     | Woman of Tomorrow                        | Gewonnen  |
| 2011 | 2011 BT Digital Music Awards            | Best Newcomer                            | Gewonnen  |
| 2011 | 2011 BT Digital Music Awards            | Best Video for Price Tag                 | Nominiert |
| 2011 | 2011 BT Digital Music Awards            | Best Female Artist                       | Gewonnen  |
| 2011 | 2011 BT Digital Music Awards            | Best Song for Price Tag                  | Gewonnen  |
| 2011 | 2011 MOBO Awards                        | Best Newcomer                            | Gewonnen  |
| 2011 | 2011 MOBO Awards                        | Best Video for Do It Like a Dude         | Nominiert |
| 2011 | 2011 MOBO Awards                        | Best UK Act                              | Gewonnen  |
| 2011 | 2011 MOBO Awards                        | Best Song for „Do It Like a Dude“        | Gewonnen  |
| 2011 | 2011 MOBO Awards                        | Best Album for Who You Are               | Gewonnen  |
| 2011 | 2011 Capital FM Awards                  | Best Role Model In Pop                   | Gewonnen  |
| 2011 | Australian Kids’ Choice Awards 2011     | Fave Song for Price Tag                  | Nominiert |
| 2011 | BBC Radio 1 Teen Awards                 | Best British Single for Price Tag        | Nominiert |
| 2011 | BBC Radio 1 Teen Awards                 | Best Album for Who You Are               | Nominiert |
| 2011 | BBC Radio 1 Teen Awards                 | Best British Music Act                   | Nominiert |
| 2011 | 2011 Q Awards                           | Best Female Artist                       | Nominiert |
| 2011 | 2011 Q Awards                           | Best Video for „Do It Like a Dude“       | Gewonnen  |
| 2011 | 2011 Q Awards                           | Best Breakthrough Artist                 | Nominiert |
| 2011 | MTV Europe Music Awards                 | Best New Act                             | Nominiert |
| 2011 | MTV Europe Music Awards                 | Best Push Act                            | Nominiert |
| 2011 | MTV Europe Music Awards                 | Best UK and Ireland Act                  | Nominiert |
| 2011 | 2011 Stonewall Awards                   | Entertainer of the Year                  | Nominiert |
| 2012 | BRIT Awards 2012                        | British Female Solo Artist               | Nominiert |
| 2012 | BRIT Awards 2012                        | British Breakthrough Artist              | Nominiert |
| 2012 | BRIT Awards 2012                        | British Single for „Price Tag“           | Gewonnen  |
| 2015 | Nickelodeon Kids’ Choice Awards         | Favorite Song of the Year for Bang Bang  | Gewonnen  |